# Pachyta degener
Pachyta degener es una especie de escarabajo longicornio del género Pachyta, tribu Rhagiini, subfamilia Lepturinae. Fue descrita científicamente por Semenov & Plavilstshikov en 1936.
La especie se mantiene activa durante los meses de junio y julio.

## Descripción
Mide 13-13,5 milímetros de longitud.

## Distribución
Se distribuye por China.